# Василенко Микола Григорович
Мико́ла Григо́рович Васи́ленко (1911, Городище — 9 квітня 1944) — Герой Радянського Союзу, в роки радянсько-німецької війни стрілець 936-го стрілецького полку (254-я стрілецька дивізія, 52-а армія, 2-й Український фронт), червоноармієць.

## Біографія
Народився в 1911 році в селищі імені Петровського (нині місто Городище Черкаської області), в сім'ї селянина. Українець. Закінчивши початкову школу, працював на Городищенському цегельному заводі, в колгоспі імені Т. Г. Шевченко.
У Червоній Армії з 1939 року і з лютого 1944 року. Учасник радянсько-фінської війни 1939—1940 років.
Відзначився 28 березня 1944 року при форсуванні річки Прут і в боях за населений пункт Кирпиці (Вікторія, на північ від міста Ясси, Румунія). За підтримки полкової та дивізійної артилерії полк розпочав форсування річки. Червоноармієць Василенко переправився в числі перших і з ходу вступив у бій. Просуваючись вперед, вийшов до населеного пункту Кирпиці. Противник кинув великі сили для ліквідації плацдарму. Червоноармієць Василенко брав участь у відбитті семи контратак, знищивши при цьому 150 солдатів і офіцерів.
31 березня при форсуванні батальйоном річки Жижія вогнем з кулемета прикривав переправу.
9 квітня 1944 року стрілецький батальйон, в якому служив Василенко, почав штурм сильно укріпленою висоти. У цьому бою червоноармієць Василенко вогнем кулемета знищив велику кількість солдатів і офіцерів противника, але й сам загинув.
Указом Президії Верховної Ради СРСР від 13 вересня 1944 року за мужність, відвагу і героїзм, проявлені в боротьбі з німецько-фашистськими загарбниками, червоноармійцеві Василенку Миколі Григоровичу присвоєно звання Героя Радянського Союзу.
Похований недалеко від населеного пункту Вікторія.